# Sony Michel
Sony Michel (Orlando, 17 febbraio 1995) è un ex giocatore di football americano statunitense che ha militato nel ruolo di running back nella National Football League (NFL).

## Carriera universitaria
Al college Michel giocò a football con i Georgia Bulldogs dal 2014 al 2017. Nell'ultima annata corse 1.227 yard e segnò 16 touchdown su corsa. La sua miglior gara fu nel Rose Bowl in cui corse 181 yard e segnò 3 touchdown su corsa e uno su ricezione, portando Georgia a qualificarsi per la finale del campionato NCAA, poi persa contro Alabama.

## Carriera professionistica

### New England Patriots
Il 26 aprile 2018 Michel fu scelto come 31º assoluto nel Draft NFL 2018 dai New England Patriots. Debuttò come professionista subentrando nel secondo turno contro i Jacksonville Jaguars e due settimane dopo disputò la prima gara di alto livello correndo 112 yard e segnando il suo primo touchdown nella vittoria sui Miami Dolphins. La sua stagione regolare si chiuse al secondo posto tra i rookie con 931 yard corse, segnando 6 touchdown. Nelle due partite di playoff totalizzò 242 yard e 5 touchdown, un record NFL per yard corse da un rookie in un'annata di playoff, con i Patriots che si qualificarono al Super Bowl LIII, vinto contro i Los Angeles Rams 13-3.

### Los Angeles Rams
Il 25 agosto 2021, i Patriots scambiarono Michel con i Los Angeles Rams per una scelta del quinto e del sesto giro del Draft 2022. Il 13 febbraio 2022 scese in campo nel Super Bowl LVI vinto contro i Cincinnati Bengals 23-20, correndo 2 volte per 2 yard e conquistando il suo secondo titolo.

### Miami Dolphins
Il 10 maggio 2022 Michel firmò con i Miami Dolphins. Fu svincolato il 29 agosto dello stesso anno.

### Los Angeles Chargers
Il 31 agosto 2022 Michel firmò con i Los Angeles Chargers.

### Ritorno ai Rams
Il 20 giugno 2023 Michel firmó per fare ritorno ai Los Angeles Rams. Il 29 luglio 2023 tuttavia annunciò il ritiro dal football professionistico.

## Palmarès

### Franchigia
- Super Bowl : 2

New England Patriots: LIII
Los Angeles Rams: LVI
- American Football Conference Championship: 1

New England Patriots: 2018
- National Football Conference Championship: 1

Los Angeles Rams: 2021